# (3964) Danilevskij
(3964) Danilevskij es un asteroide perteneciente al cinturón de asteroides, descubierto el 12 de septiembre de 1974 por la astrónoma ucraniana Liudmila Zhuravliova desde el Observatorio Astrofísico de Crimea (República de Crimea).

## Designación y nombre
Designado provisionalmente como 1974 RG1. Fue nombrado Danilevskij en honor al  escritor ruso ucraniano Grigory Petrovich Danilevskij.